# اروین گیت
اروین گیت (آلمانی: Erwin Gitt؛ ۱۷ فوریه ۱۹۱۰ – ۱۲ اوت ۱۹۷۵) تهیه‌کننده فیلم اهل آلمان بود.
وی تهیه‌کننده فیلم‌هایی همچون من و شما و آخرین مرتدان بوده‌است.